# Persone di nome Fred
| Questa pagina contiene informazioni ricavate automaticamente dalle voci biografiche con l'ausilio del template Bio e di un bot. L'aggiornamento è periodico e automatico e ricostruisce completamente la pagina. Se manca una persona in questa lista, sei pregato di non aggiungerla, ma accertati piuttosto che la sua voce biografica contenga il template Bio e che i dati anagrafici siano correttamente compilati. Se il template Bio manca, inseriscilo tu stesso o, in alternativa, metti l'avviso {{tmp\|Bio}} che ne segnala la mancanza. Se i dati riportati sono sbagliati, correggi direttamente la voce biografica; le modifiche saranno visibili in questa lista entro pochi giorni. Per chiarimenti vedi il progetto antroponimi. La lista contiene solo le 188 persone che sono citate nell'enciclopedia e per le quali è stato implementato correttamente il template Bio. Pagina aggiornata al 22 lug 2025. |

Questa è una lista di persone presenti nell'enciclopedia che hanno il nome Fred, suddivise per attività principale.

## Allenatori di calcio(2)
- Fred André, allenatore di calcio e calciatore olandese (Haarlem, n. 1941 - Haarlem, † 2017)
- Fred Osam-Duodu, allenatore di calcio ghanese (Accra, n. 1938 - † 2016)

## Animatori(1)
- Fred Wolf, animatore, designer e regista statunitense (Brooklyn, n. 1932)

## Aracnologi(1)
- Fred Wanless, aracnologo britannico (n. 1940 - † 2017)

## Architetti(1)
- Fred Koetter, architetto e urbanista statunitense (Great Falls, n. 1938 - Boston, † 2017)

## Astronauti(2)
- Fred Haise, ex astronauta e aviatore statunitense (Biloxi, n. 1933)
- Fred Leslie, ex astronauta statunitense (Ancón, n. 1951)

## Astronomi(1)
- Fred Lawrence Whipple, astronomo statunitense (Red Oak, n. 1906 - Cambridge, † 2004)

## Attivisti(2)
- Fred Gray, attivista e avvocato statunitense (Montgomery, n. 1930)
- Fred Korematsu, attivista statunitense (Oakland, n. 1919 - Contea di Marin, † 2005)

## Attori(32)
- Fred Beir, attore statunitense (Niagara Falls, n. 1927 - Los Angeles, † 1980)
- Fred Burns, attore statunitense (Fort Keogh, n. 1878 - Los Angeles, † 1955)
- Fred Church, attore statunitense (Ames, n. 1889 - Blythe, † 1983)
- Fred Crane, attore e conduttore radiofonico statunitense (New Orleans, n. 1918 - Atlanta, † 2008)
- Fred Draper, attore statunitense (Chester, n. 1923 - Rancho Cucamonga, † 1999)
- Fred Essler, attore statunitense (Vienna, n. 1895 - Woodland Hills, † 1973)
- Fred Evans, attore, regista e sceneggiatore inglese (Londra, n. 1889 - Warwickshire, † 1951)
- Fred Gamble, attore statunitense (Indianapolis, n. 1868 - Hollywood, † 1939)
- Fred Goebel, attore tedesco (Berlino, n. 1891 - Stoccarda, † 1964)
- Fred Graham, attore e stuntman statunitense (Springer, n. 1908 - Scottsdale, † 1979)
- Fred Groves, attore inglese (Londra, n. 1880 - Londra, † 1955)
- Fred Hearn, attore statunitense (Louisville, n. 1871 - Pasadena, † 1923)
- Fred Hechinger, attore statunitense (New York, n. 1999)
- Fred Huntley, attore e regista inglese (Londra, n. 1862 - Hollywood, † 1931)
- Fred Kelsey, attore, regista e sceneggiatore statunitense (Sandusky, n. 1884 - Hollywood, † 1961)
- Fred Mace, attore e regista statunitense (Filadelfia, n. 1878 - New York, † 1917)
- Fred Malatesta, attore statunitense (Napoli, n. 1889 - Burbank, † 1952)
- Fred Melamed, attore e comico statunitense (New York, n. 1956)
- Fred Montague, attore inglese (Londra, n. 1864 - Los Angeles, † 1919)
- Fred C. Newmeyer, attore e regista statunitense (Central City, n. 1888 - Woodland Hills, † 1967)
- Fred Robsahm, attore e regista norvegese (Oslo, n. 1943 - Lillesand, † 2015)
- Fred Sadoff, attore statunitense (Brooklyn, n. 1926 - Los Angeles, † 1994)
- Fred Savage, attore, regista e produttore televisivo statunitense (Chicago, n. 1976)
- Fred Scott, attore statunitense (Fresno, n. 1902 - Riverside, † 1991)
- Fred Sherman, attore statunitense (Dakota del Sud, n. 1905 - Woodland Hills, † 1969)
- Fred Stoller, attore, doppiatore e regista statunitense (Chicago, n. 1965)
- Fred Stone, attore statunitense (Longmont, n. 1873 - Hollywood, † 1959)
- Fred Testot, attore, comico e cabarettista francese (Boulogne-Billancourt, n. 1974)
- Fred Thomson, attore statunitense (Pasadena, n. 1890 - Los Angeles, † 1928)
- Fred Walton, attore e regista inglese (Brighton, n. 1865 - Dulwich, † 1936)
- Fred Williams, attore tedesco (Monaco di Baviera, n. 1938)
- Fred Williamson, attore, regista cinematografico e ex giocatore di football americano statunitense (Gary, n. 1938)

## Avvocati(2)
- Fred Phelps, avvocato e religioso statunitense (Meridian, n. 1929 - Topeka, † 2014)
- Fred Dalton Thompson, avvocato, politico e attore statunitense (Sheffield, n. 1942 - Nashville, † 2015)

## Bassisti(1)
- Fred Smith, bassista statunitense (New York, n. 1948)

## Batteristi(2)
- Fred Below, batterista statunitense (Chicago, n. 1926 - Chicago, † 1988)
- Fred Coury, batterista statunitense (Johnson City, n. 1966)

## Biblisti(1)
- Fred E. Young, biblista e traduttore statunitense (Watsontown, n. 1919 - † 2005)

## Botanici(1)
- Fred Alexander Barkley, botanico statunitense (n. 1908 - † 1989)

## Calciatori(16)
- Fred Beardsley, calciatore inglese (Nottingham, n. 1856 - Plumstead, † 1939)
- Fred Brown, calciatore inglese (Leyton, n. 1931 - Surrey, † 2013)
- Fred Bullock, calciatore inglese (Hounslow, n. 1886 - † 1921)
- Fred Davies, calciatore e allenatore di calcio inglese (Liverpool, n. 1939 - Telford, † 2020)
- Fred Dembi, calciatore congolese (Repubblica del Congo) (Pointe-Noire, n. 1995)
- Fred Dewhurst, calciatore inglese (Preston, n. 1863 - Preston, † 1895)
- Fred Else, calciatore inglese (Gosport, n. 1933 - Barrow-in-Furness, † 2015)
- Fred Fakari, calciatore salomonese (n. 1986)
- Fred Geary, calciatore inglese (Nottingham, n. 1868 - Crosby, † 1955)
- Fred Hale, ex calciatore e giocatore di beach soccer salomonese (n. 1979)
- Fred Horlacher, calciatore irlandese (n. 1910 - † 1943)
- Fred Martin, calciatore scozzese (Carnoustie, n. 1929 - † 2013)
- Fred Schaub, calciatore tedesco (n. 1960 - Fulda, † 2003)
- Fred Tissot, calciatore francese (n. 1995)
- Fred Tunstall, calciatore e allenatore di calcio inglese (Darfield, n. 1897 - † 1971)
- Fred Nelson de Oliveira, ex calciatore brasiliano (Salvador, n. 1986)

## Canottieri(1)
- Fred Scarlett, ex canottiere britannico (n. 1975)

## Cantanti(3)
- Mississippi Fred McDowell, cantante e chitarrista statunitense (Rossville, n. 1904 - Los Angeles, † 1972)
- Fred McMullen, cantante e chitarrista statunitense (Florida, n. 1905)
- Fred Åkerström, cantante svedese (Stoccolma, n. 1937 - Karlskrona, † 1985)

## Cantautori(5)
- Fred Again, cantautore, paroliere e produttore discografico britannico (Londra, n. 1993)
- Fred Buscaglione, cantautore, polistrumentista e attore italiano (Torino, n. 1921 - Roma, † 1960)
- Fred Fisher, cantautore statunitense (Colonia, n. 1875 - New York, † 1942)
- Fred Neil, cantautore statunitense (Cleveland, n. 1936 - St. Petersburg, † 2001)
- Fred Rose, cantautore statunitense (Evansville, n. 1898 - Nashville, † 1954)

## Cestisti(14)
- Freddie Boyd, cestista statunitense (Bakersfield, n. 1950 - Bakersfield, † 2023)
- Fred Brown, ex cestista statunitense (Milwaukee, n. 1948)
- Fred Campbell, cestista, allenatore di pallacanestro e giocatore di baseball statunitense (n. 1920 - Austin, † 2008)
- Fred Diute, cestista statunitense (Binghamton, n. 1929 - Vero Beach, † 2004)
- Fred Foster, cestista statunitense (Springfield, n. 1946 - † 1985)
- Fred Hetzel, ex cestista statunitense (Washington, n. 1942)
- Fred Hilton, ex cestista statunitense (Baton Rouge, n. 1948)
- Fred Ingaldson, cestista canadese (Pontiac, n. 1932 - Winnipeg, † 2011)
- Fred LaCour, cestista statunitense (San Francisco, n. 1938 - San Francisco, † 1972)
- Mel McGaha, cestista, allenatore di pallacanestro e giocatore di baseball statunitense (Bastrop, n. 1926 - Tulsa, † 2002)
- Curly Neal, cestista e attore statunitense (Greensboro, n. 1942 - Houston, † 2020)
- Fred Reynolds, ex cestista statunitense (Lufkin, n. 1960)
- Fred Scolari, cestista e allenatore di pallacanestro statunitense (San Francisco, n. 1922 - San Ramon, † 2002)
- Fred Williams, ex cestista e allenatore di pallacanestro statunitense (Inglewood, n. 1957)

## Chimici(1)
- Fred Basolo, chimico statunitense (Coello, n. 1920 - Skokie, † 2007)

## Chitarristi(2)
- Fred Smith, chitarrista e bassista statunitense (Virginia Occidentale, n. 1948 - Detroit, † 1994)
- Link Wray, chitarrista e cantante statunitense (Dunn, n. 1929 - Copenaghen, † 2005)

## Ciclisti su strada(1)
- Fred Rodriguez, ex ciclista su strada statunitense (Bogotà, n. 1973)

## Circensi(1)
- Fred Karno, circense britannico (Exeter, n. 1866 - Lilliput, † 1941)

## Combinatisti nordici(1)
- Fred Børre Lundberg, ex combinatista nordico norvegese (Hammerfest, n. 1969)

## Comici(1)
- Fred Allen, comico e attore statunitense (Cambridge, n. 1894 - New York, † 1956)

## Compositori(2)
- Fred Gray, compositore britannico (n. 1957)
- Fred Karger, compositore e musicista statunitense (n. 1916 - Santa Monica, † 1979)

## Danzatori(1)
- Fred Astaire, ballerino, attore e coreografo statunitense (Omaha, n. 1899 - Los Angeles, † 1987)

## Direttori della fotografia(1)
- Fred LeRoy Granville, direttore della fotografia e regista australiano (Warrnambool, n. 1896 - Londra, † 1932)

## Disc jockey(1)
- DJ Red Alert, disc jockey statunitense (New York, n. 1956)

## Doppiatori(1)
- Fred Tatasciore, doppiatore statunitense (New York, n. 1967)

## Drammaturghi(1)
- Fred Antoine Angermayer, drammaturgo tedesco (Mauthausen, n. 1889 - Vienna, † 1951)

## Economisti(1)
- Fred Manville Taylor, economista statunitense (Northville, n. 1855 - Pasadena, † 1932)

## Fisici(1)
- Fred Hoyle, fisico, matematico e astronomo britannico (Bingley, n. 1915 - Bournemouth, † 2001)

## Fotografi(2)
- Fred Holland Day, fotografo e editore statunitense (Boston, n. 1864 - Norwood, † 1933)
- Fred Iltis, fotografo statunitense (Brno, n. 1923 - San Jose, † 2008)

## Fumettisti(1)
- Fred Gallagher, fumettista statunitense (n. 1968)

## Ginnasti(1)
- Fred Schmind, ginnasta e multiplista statunitense (Chicago, n. 1881 - Chicago, † 1960)

## Giocatori di baseball(1)
- Fred Clarke, giocatore di baseball e allenatore di baseball statunitense (Winterset, n. 1872 - Winfield, † 1960)

## Giocatori di curling(1)
- Fred Britton, giocatore di curling canadese (n. 1932 - † 2014)

## Giocatori di football americano(7)
- Fred Arbanas, giocatore di football americano statunitense (Detroit, n. 1939 - Kansas City, † 2021)
- Fred Davis, ex giocatore di football americano statunitense (Toledo, n. 1986)
- Fred Dryer, ex giocatore di football americano, attore e produttore cinematografico statunitense (Hawthorne, n. 1946)
- Fred Hoaglin, ex giocatore di football americano e allenatore di football americano statunitense (Alliance, n. 1944)
- Fred Johnson, giocatore di football americano statunitense (West Palm Beach, n. 1997)
- Fred Miller, giocatore di football americano statunitense (Homer, n. 1940 - Timonium, † 2023)
- Fred Wakefield, ex giocatore di football americano statunitense (Tuscola, n. 1978)

## Giocatori di poker(1)
- Sarge Ferris, giocatore di poker statunitense (Waterville, n. 1928 - Las Vegas, † 1989)

## Giocatori di snooker(2)
- Fred Davis, giocatore di snooker inglese (Chesterfield, n. 1913 - Denbighshire, † 1998)
- Fred Lawrence, giocatore di snooker britannico (n. 1895 - † 1956)

## Graffiti writer(1)
- Fab 5 Freddy, writer e conduttore televisivo statunitense (New York, n. 1959)

## Hockeisti su ghiaccio(1)
- Fred Glover, hockeista su ghiaccio, allenatore di hockey su ghiaccio e dirigente sportivo canadese (Toronto, n. 1928 - Hayward, † 2001)

## Imprenditori(2)
- Fred Seibert, imprenditore e produttore televisivo statunitense (New York, n. 1951)
- Fred Zollner, imprenditore e dirigente sportivo statunitense (Little Falls, n. 1901 - North Miami, † 1982)

## Informatici(2)
- Fred Cohen, informatico statunitense (n. 1957)
- Fred Fish, programmatore statunitense (Manchester, n. 1952 - Boise, † 2007)

## Ingegneri(1)
- Fred Albin, ingegnere statunitense (n. 1903 - † 1968)

## Investigatori(1)
- Fred Otash, investigatore privato, scrittore e attore statunitense (Massachusetts, n. 1922 - Los Angeles, † 1992)

## Islamisti(1)
- Fred McGrew Donner, islamista e storico statunitense (Washington, n. 1945)

## Maratoneti(1)
- Fred Randell, maratoneta britannico (Londra, n. 1865 - Londra, † 1946)

## Militari(1)
- Fred Olivi, militare statunitense (Pullman, n. 1922 - Chicago, † 2004)

## Montatori(2)
- Fred Allen, montatore e regista statunitense (Petaluma, n. 1896 - Los Angeles, † 1955)
- Fred Raskin, montatore statunitense (Filadelfia, n. 1973)

## Musicisti(4)
- Fred Lipsius, musicista statunitense (Bronx, n. 1943)
- Fred Sablan, musicista statunitense (Cupertino, n. 1970)
- Fred Thomas, musicista statunitense (Ypsilanti, n. 1976)
- Fred Waring, musicista statunitense (Tyrone, n. 1900 - State College, † 1984)

## Navigatori(1)
- Fred Rebell, navigatore lettone (Ventspils, n. 1886 - † 1968)

## Parolieri(1)
- Fred Ebb, paroliere e sceneggiatore statunitense (New York, n. 1928 - New York, † 2004)

## Pastori protestanti(1)
- Fred Rogers, pastore protestante e personaggio televisivo statunitense (Latrobe, n. 1928 - Pittsburgh, † 2003)

## Pattinatori di velocità su ghiaccio(1)
- Fred Anton Maier, pattinatore di velocità su ghiaccio norvegese (Nøtterøy, n. 1938 - Nøtterøy, † 2015)

## Piloti automobilistici(1)
- Fred Marriott, pilota automobilistico statunitense (Needham, n. 1872 - Detroit, † 1956)

## Piloti di rally(1)
- Fred Gallagher, copilota di rally britannico (Belfast, n. 1952)

## Piloti motociclistici(1)
- Fred Merkel, pilota motociclistico statunitense (Stockton, n. 1962)

## Pistard(1)
- Fred Rompelberg, ex pistard olandese (Maastricht, n. 1945)

## Politici(6)
- Allen Boyd, politico statunitense (Valdosta, n. 1945)
- Fred Keller, politico statunitense (Page, n. 1965)
- Fred Korth, politico statunitense (Yorktown, n. 1909 - El Paso, † 1998)
- Fred Ramdat Misier, politico surinamese (Paramaribo, n. 1926 - Paramaribo, † 2004)
- Fred Sinowatz, politico austriaco (Neufeld an der Leitha, n. 1929 - Vienna, † 2008)
- Fred R. Zimmerman, politico statunitense (Milwaukee, n. 1880 - Milwaukee, † 1954)

## Poliziotti(1)
- Fred White, poliziotto statunitense (n. 1849 - † 1880)

## Produttori cinematografici(1)
- Fred Berger, produttore cinematografico statunitense (Contea di Westchester, n. 1981)

## Psicologi(1)
- Fred Keller, psicologo e pedagogista statunitense (Rural Grove, n. 1899 - Chapel Hill, † 1996)

## Pugili(1)
- Fred Evans, pugile gallese (Cardiff, n. 1991)

## Registi(16)
- Fred J. Balshofer, regista, direttore della fotografia e sceneggiatore statunitense (New York, n. 1877 - Calabasas, † 1969)
- Fred C. Brannon, regista statunitense (Louisiana, n. 1901 - Los Angeles, † 1953)
- Fred Cavayé, regista cinematografico e sceneggiatore francese (Rennes, n. 1967)
- Fred Coe, regista e produttore televisivo statunitense (Alligator, n. 1914 - Los Angeles, † 1979)
- Fred Dekker, regista, sceneggiatore e produttore televisivo statunitense (San Francisco, n. 1959)
- Fred Halsted, regista e attore pornografico statunitense (Long Beach, n. 1941 - Dana Point, † 1989)
- Fred Hibbard, regista, sceneggiatore e attore rumeno (Bucarest, n. 1894 - Los Angeles, † 1925)
- Fred Jackman, regista, direttore della fotografia e effettista statunitense (Iowa, n. 1881 - Hollywood, † 1959)
- Fred Kudjo Kuwornu, regista, produttore cinematografico e attivista italiano (Bologna, n. 1971)
- Fred Olen Ray, regista, sceneggiatore e produttore cinematografico statunitense (Wellston, n. 1954)
- Fred Paul, regista, attore e sceneggiatore britannico (Losanna, n. 1880 - Westcliff-on-Sea, † 1967)
- Fred Sauer, regista, sceneggiatore e attore austriaco (Graz, n. 1886 - Berlino, † 1952)
- Fred F. Sears, regista e attore statunitense (Boston, n. 1913 - Hollywood, † 1957)
- Fred Vogel, regista statunitense (Warren, n. 1976)
- Fred M. Wilcox, regista statunitense (Tazewell, n. 1907 - Los Angeles, † 1964)
- Fred E. Wright, regista inglese (Dover, n. 1871 - Los Angeles, † 1936)

## Scacchisti(1)
- Fred Reinfeld, scacchista e scrittore statunitense (New York, n. 1910 - East Meadow, † 1964)

## Sceneggiatori(2)
- Fred Freiberger, sceneggiatore e produttore televisivo statunitense (n. 1915 - † 2003)
- Fred Myton, sceneggiatore statunitense (Garden City, n. 1885 - Los Angeles, † 1955)

## Scrittori(4)
- Fred Chappell, scrittore, poeta e anglista statunitense (Canton, n. 1936 - Greensboro, † 2024)
- Fred Mustard Stewart, scrittore statunitense (Anderson, n. 1932 - New York, † 2007)
- Fred Uhlman, scrittore e avvocato tedesco (Stoccarda, n. 1901 - Londra, † 1985)
- Fred Wander, scrittore austriaco (Vienna, n. 1917 - Vienna, † 2006)

## Scrittori di fantascienza(1)
- Fred Saberhagen, autore di fantascienza statunitense (Chicago, n. 1930 - Albuquerque, † 2007)

## Scrittrici(1)
- Fred Vargas, scrittrice francese (Parigi, n. 1957)

## Storici(1)
- Fred Albert Shannon, storico statunitense (Sedalia, n. 1893 - † 1963)

## Suonatori di banjo(1)
- Fred Guy, suonatore di banjo e chitarrista statunitense (Burkeville, n. 1897 - † 1971)

## Tennisti(2)
- Fred Hemmes, ex tennista olandese (L'Aia, n. 1950)
- Fred Sanderson, tennista statunitense (Galesburg, n. 1872 - Galesburg, † 1928)

## Trombonisti(1)
- Fred Wesley, trombonista e compositore statunitense (Columbus, n. 1943)

## Velocisti(1)
- Fred Sowerby, ex velocista e allenatore di atletica leggera antiguo-barbudano (Plymouth, n. 1948)

## Wrestler(1)
- Fred Ottman, ex wrestler statunitense (Norfolk, n. 1956)

## Senza attività specificata(1)
- Fred Sersen, effettista statunitense (Cecoslovacchia, n. 1890 - Los Angeles, † 1962)